# Río Dubawnt
El río Dubawnt (del inglés: Dubawnt River) es un largo río de Canadá, el principal afluente del río Thelon que discurre por los Territorios del Noroeste y el Territorio Autónomo de Nunavut. El río tiene una longitud de 842 km, aunque sus fuentes están más alejadas que las del río Thelon, de modo que el sistema Dubawnt-Thelon alcanza los 1.280 km (en comparación con los 904 km del propio Thelon). Drena una cuenca de 57.500 km² (mayor que países como Togo, Croacia o Costa Rica).
El río Dubawnt tiene su origen a 120 km al noreste del gran lago Athabasca, en los Territorios del Noroeste. Atraviesa los lagos Wholdaia (609 km²), Boyd, Barlow, Nicholson, Dubawnt (3.833 km²), Wharton, Marjorie y finalmente desemboca en el lago Aberdeen, que es drenado por el río Thelon. 
El río fue descubierto por Samuel Hearne en 1770, pero no fue explorado en detalle hasta 1893, en una investigación completa de Joseph Burr Tyrrell.
El nombre del río proviene de la palabra en chipewyan tobotua, que significa «orilla de agua» y que muy probablemente se refiriera a las aguas que quedan entre la costa y el hielo del centro del lago a finales de primavera.